# Knieperstraße 1 (Stralsund)
Das Wohnhaus Knieperstraße 1 in Stralsund ist ein denkmalgeschütztes Bauwerk in der Knieperstraße.

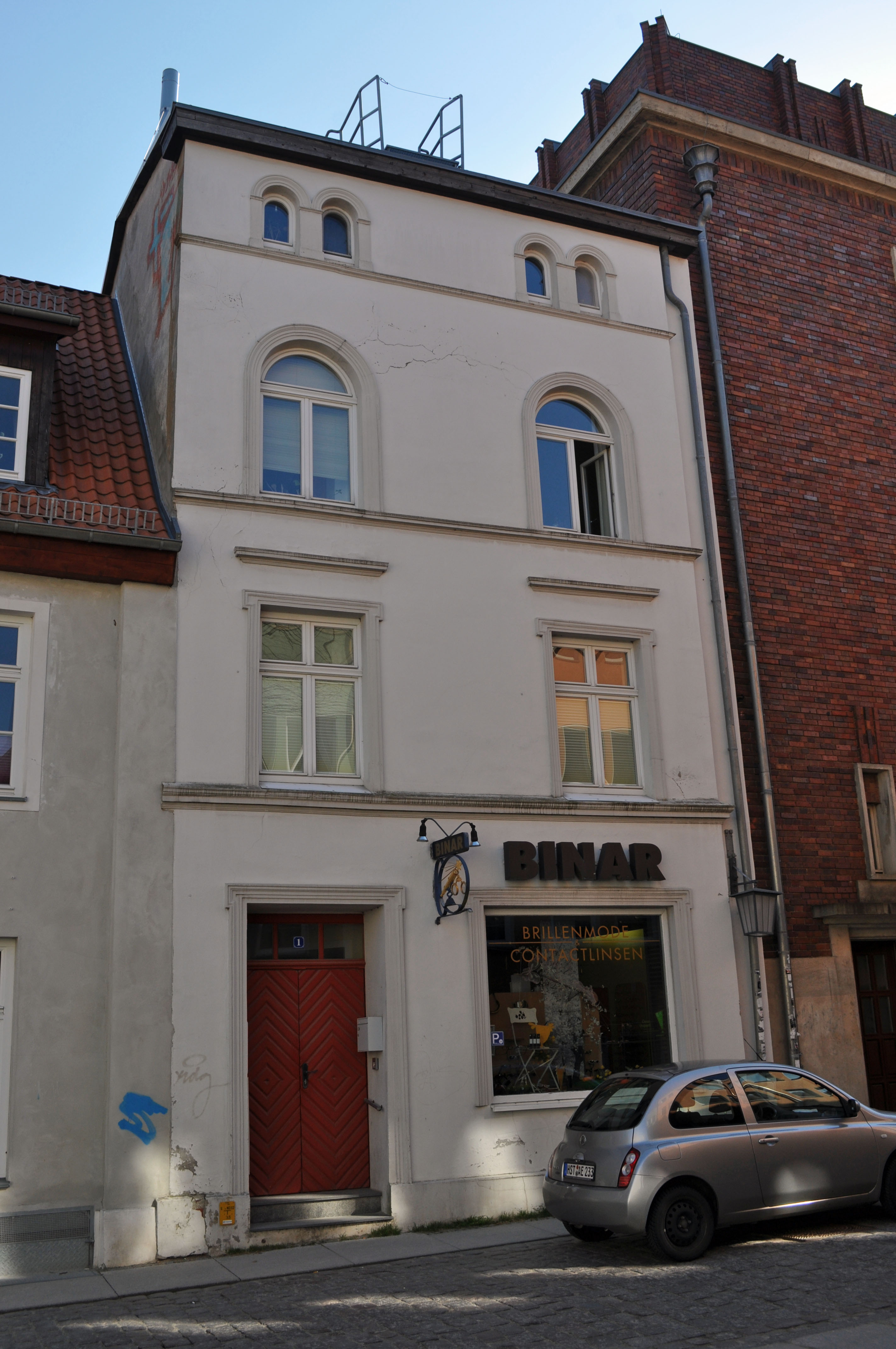
Haus Knieperstraße 1 in Stralsund (2012)

Das Wohn- und Geschäftshaus, ein zweiachsiger Putzbau, war ursprünglich ein zweigeschossiges, in der zweiten Hälfte des 18. Jahrhunderts errichtetes Traufenhaus. In der Mitte des 19. Jahrhunderts wurde ein Geschoss aufgesetzt. Sowohl die Tür als auch die Fenster im ersten Obergeschoss weisen noch barocke Rahmungen, die Fenster im zweiten Obergeschoss und im Mezzanin jedoch Rundbogen auf. Die barocke Tür ist original erhalten.
Das Haus im Kerngebiet des von der UNESCO als Weltkulturerbe anerkannten Stadtgebietes des Kulturgutes „Historische Altstädte Stralsund und Wismar“ ist in die Liste der Baudenkmale in Stralsund eingetragen.